# Ephraim Bluff
Das Ephraim Bluff (in Argentinien Monte Efraín, in Chile Monte Ephraim) ist ein bis zu 425 m hohes Felsenkliff an der Südostküste von Greenwich Island im Archipel der Südlichen Shetlandinseln. Es ragt 2,7 km westlich des Sartorius Point auf und markiert gemeinsam mit dem gegenüberliegenden Renier Point auf der Livingston-Insel die südöstliche Einfahrt zur McFarlane Strait. Es gehört zu den Breznik Heights.
Die Formation erhielt durch US-amerikanische Robbenjäger zwischen 1820 und 1822 den Namen Mount Ephraim nach der biblischen Figur Ephraim. Die Auswertung von Luftaufnahmen in den 1950er Jahren ergab, dass es sich dabei weniger um einen Berg, sondern vielmehr um ein Kliff handelt, so dass die Benennung dementsprechend angepasst wurde.